# Wadi Hadf
El Wadi Hadf (en árabe: وادي حدف‎, romanizado: Wādī Ḩadf) es un valle o río seco, con caudal efímero o intermitente, que fluye casi exclusivamente durante la temporada de lluvias, situado al este de los Emiratos Árabes Unidos, en los enclaves de Masfut (Ajman) y Hatta (Dubái), y al norte de Omán, en la gobernación de Al Batinah Norte. 
Es afluente por la izquierda del Wadi Hatta, a cuya extensa cuenca hidrográfica de 548 km² pertenece.

## Recorrido
La longitud total del Wadi Hadf es de 27 kilómetros, de los cuales, 13 kilómetros discurren en territorio omaní y 14 kilómetros en territorio emiratí. Su fuente de origen está situada a una altitud aproximada de 1.130 m s. n. m., en la vertiente noroeste y a muy corta distancia de la cima del Jabal Hatta, también conocido como Um Alnosoor (1.280 m s. n. m.).
En su curso alto y medio el Wadi Hadf fluye de sureste a noroeste, atravesando la escarpada zona montañosa que circunda el Jabal Hatta, a un lado y a otro del límite fronterizo entre Omán y Emiratos Árabes Unidos, hasta alcanzar la extensa y rica zona de cultivo situada al este del pueblo de Hadf.
Este pueblo, situado geográficamente en territorio de Omán, es administrado en régimen de condominio internacional entre Omán y el emirato de Ajman.
En ese lugar, el Wadi Hadf gira hacia el noreste, hacia el denominado paso de Sinadil, a través de una garganta o desfiladero estrecho y empinado, cortado principalmente en depósitos de grava cementada. Sin embargo, justo por encima de la cabecera del desfiladero, el wadi forma un canal efluente o distributario que parte del cauce principal y discurre hacia el norte.
Este segundo canal es mucho menos visible que el desfiladero del wadi principal, porque es menos profundo
y está densamente cubierto de vegetación y destinado a cultivos agrícolas, pero un kilómetro aguas abajo de su formación se convierte ya en un wadi completo y bien definido, que fluye hacia la gran llanura aluvial de Madam (Madam Plain), en donde se agrupa con otros importantes wadis que drenan el flanco oeste de las montañas Hayar, formando el Wadi Fayah, que antaño desembocaba en el Golfo Pérsico, en la zona de la frontera entre Sharjah y Ajman.
El hecho de que este canal efluente drene hacia una cuenca hidrográfica (Golfo Pérsico) opuesta a la del wadi principal (Golfo de Omán), convierten al Wadi Hadf en un caso realmente raro y excepcional, que resulta posible por el hecho de que el lugar en el que el wadi emerge de las montañas, con un caudal considerable en caso de fuertes lluvias, coincide precisamente con la imperceptible línea divisoria de aguas entre las cuencas del Golfo Pérsico y del Golfo de Omán, permitiendo ocasionalmente el reparto del flujo de agua. No obstante, debido a la escasez de precipitaciones, en la actualidad este segundo canal se activa sólo como conducto de desbordamiento tras un período de lluvias torrenciales.
A la salida de la espectacular garganta que forma el canal principal del Wadi Hadf a su paso por Hadf y Sinadil, el wadi se dirige hacia el noreste cruzando la línea divisoria internacional entre Omán y Emiratos Árabes Unidos, y se adentra en el enclave de Masfut, atravesando la gran llanura de grava de Sayh Muzayri' / Sayḩ Muḑayrah, dejando al norte la zona urbana de Mudayrah / Muzairah / Muzayri', con su barrio de Sayh Al Zahra, y la divisoria de aguas y cursos de agua que vierten hacia el Golfo Pérsico.
Al encontrarse con la barrera natural que forma la cresta montañosa del Jabal al Abyad / Jabal al Bayd (559 m s. n. m.), justo en el lugar que ocupa la presa y embalse de Hadf Dam, el wadi gira hacia el estesudeste, cruzando el antiguo pueblo y actual ciudad de Masfut, que concentra algunos de sus edificios históricos más representativos (castillo y actual museo, torres de vigilancia y mezquitas).

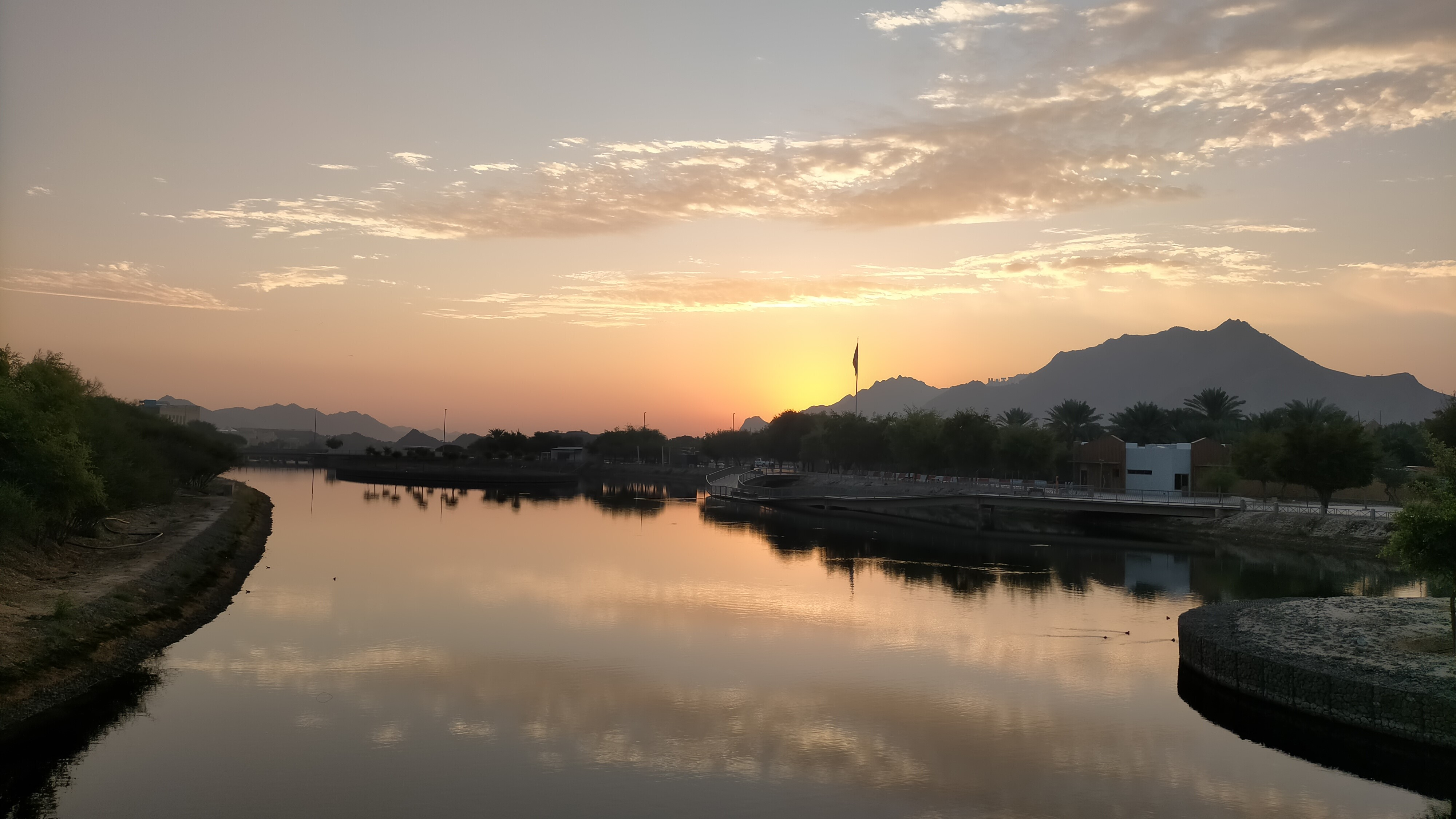
Wadi Hadf (afluente del Wadi Hatta), junto a la desembocadura del Wadi Laim

Todavía en el enclave de Masfut, y antes de continuar su curso hacia la confluencia con el Wadi Hatta, el Wadi Hadf recibe por su derecha la desembocadura de sus afluentes Wadi Gulfa / Ghalfa, Wadi Al Mustab, Wadi Al Khulaiban y Wadi Lishan.
En territorio del enclave de Hatta (Dubái), un kilómetro y medio antes de la presa de Al Khattem (Al Khattem Dam), en donde confluye con el Wadi Hatta, el Wadi Hadf recibe las aguas de sus dos últimos afluentes: por la derecha, el Wadi Hattawi, y por la izquierda el Wadi Laim.

## Presas y embalses
Como en otras regiones de los EAU, el área geográfica del Wadi Hadf se ve ha visto ocasionalmente afectada por lluvias inusualmente intensas e inundaciones.
Para prevenir el peligro de inundaciones repentinas y aumentar el potencial de recarga de aguas subterráneas, se construyó en 1991, en el cauce del Wadi Hadf, en territorio del emirato de Ajman, una presa de 11 metros de altura, con un embalse de 1,02 km² y capacidad de 3 millones de metros cúbicos, denominada oficialmente Hadf Dam (coordenadas: 24°49′38″N, 56°4′34″E), aunque algunos medios la denominan Al Owais Dam.
También en el emirato de Ajman, se construyeron en 2002 otras dos presas más pequeñas, en los wadis Al Mustab y Al Khulaiban, ambos afluentes del Wadi Hadf, identificadas en los documentos oficiales con las grafías Al Mestib Dam, de 10,5 metros de altura, con un embalse de 0,0035 km² y capacidad de 0,0175 millones de metros cúbicos (coordenadas: 24°48′50″N, 56°5′16″E); y Al Khileban Dam, de 7 metros de altura, con un embalse de 0,0036 km² y capacidad de 0,0184 millones de metros cúbicos  (coordenadas: 24°48′37″N, 56°5′34″E).
En 2004 se construyó una segunda presa en el mismo cauce del Wadi Hadf, denominada oficialmente Muzaira'a Dam, de 11 metros de altura, con un embalse de 0,028 km² y capacidad de 0,0485 millones de metros cúbicos (coordenadas: 24°49′5″N, 56°2′53″E).
Finalmente, ya en territorio del enclave de Hatta (Dubái), se construyó otra gran presa denominada Al Ghabra Dam, situada en las coordenadas: 24°47′44″N, 56°6′36″E, poco después de la confluencia del Wadi al Amed / Wadi Amid con el Wadi Hattawi (afluente del Wadi Hadf).

## Toponimia
Nombres alternativos: Wadi Hadaf, Wadi Hadf, Wādī Ḥadaf, Wādī Ḩadaf, Wādī Ḩadf.
El nombre del Wadi Hadf (con la grafía Wādī Ḩadf), sus afluentes, montañas y poblaciones cercanas, quedaron registrados en la documentación y mapas elaborados entre 1950 y 1960 por el arabista, cartógrafo, militar y diplomático británico Julian F. Walker, durante los trabajos efectuados para el establecimiento de fronteras entre los entonces denominados Estados de la Tregua, completados posteriormente por el Ministerio de Defensa del Reino Unido, en mapas a escala 1:100.000 publicados en 1971.

## Población
El área del Wadi Hadf estuvo poblada principalmente por la tribu Biduwat.